# Near-Earth Asteroid Scout
Near-Earth Asteroid Scout  ou NEA Scout est un nano-satellite de format CubeSat 6U sélectionné par la direction des missions habitées de la NASA dans le cadre de son programme NextSTEP (Next Space Technologies for Exploration Partnerships). Le satellite, développé par le Centre de vol spatial Marshall (Alabama), doit effectuer un survol à faible distance (moins de 2 kilomètres) de l'astéroïde géocroiseur 2020 GE en utilisant pour adapter sa trajectoire une voile solaire d'une superficie de 85 m2. Le satellite dispose d'une caméra avec laquelle il effectuera des photos de la surface de l'astéroïde avec une résolution spatiale de 50 centimètres. Il a été placé en orbite au cours du premier vol de la fusée Space Launch System (mission Artemis I) le 16 novembre 2022.
Aucune communication n'ayant pu être établie avec le satellite après le lancement, la mission est un échec.

## Caractéristiques techniques
NEA Scout est un nano-satellite de format CubeSat 6U, c'est-à-dire que ses dimensions, sa masse et plusieurs de ses caractéristiques sont imposées par ce standard. C'est un parallélépipède rectangle de 10 x 20 x 30 cm avant déploiement de ses appendices (panneaux solaires, antennes, ...) et  sa masse est de 14 kg. Pour remplir sa mission, le satellite est stabilisé 3 axes à l'aide d'un système acquis sur étagère comprenant un viseur d'étoiles, une centrale à inertie et des roues de réaction. Le contrôle de l'orientation est effectué à l'aide de propulseurs à gaz froid. L'énergie est fournie par un panneau solaire, déployé en orbite qui fournit 35 watts à 1 Unité astronomique du Soleil. L'énergie est stockée dans une batterie lithium-ion d'une capacité de 6,8 A.-h. Ils sont orientables avec un degré de liberté. Les télécommunications sont réalisées à l'aide de l'émetteur-récepteur Iris développé par le JPL et déjà embarqué sur d'autres missions. Il dispose d'une antenne grand gain composée de 8x8 antennes patchs fixées sur le panneau solaire qui permettent un débit de 500 bits par seconde à 0,8 U.A. de la Terre. Le système de gestion bord est pris en charge par un microprocesseur LEON3-FT radiodurci.

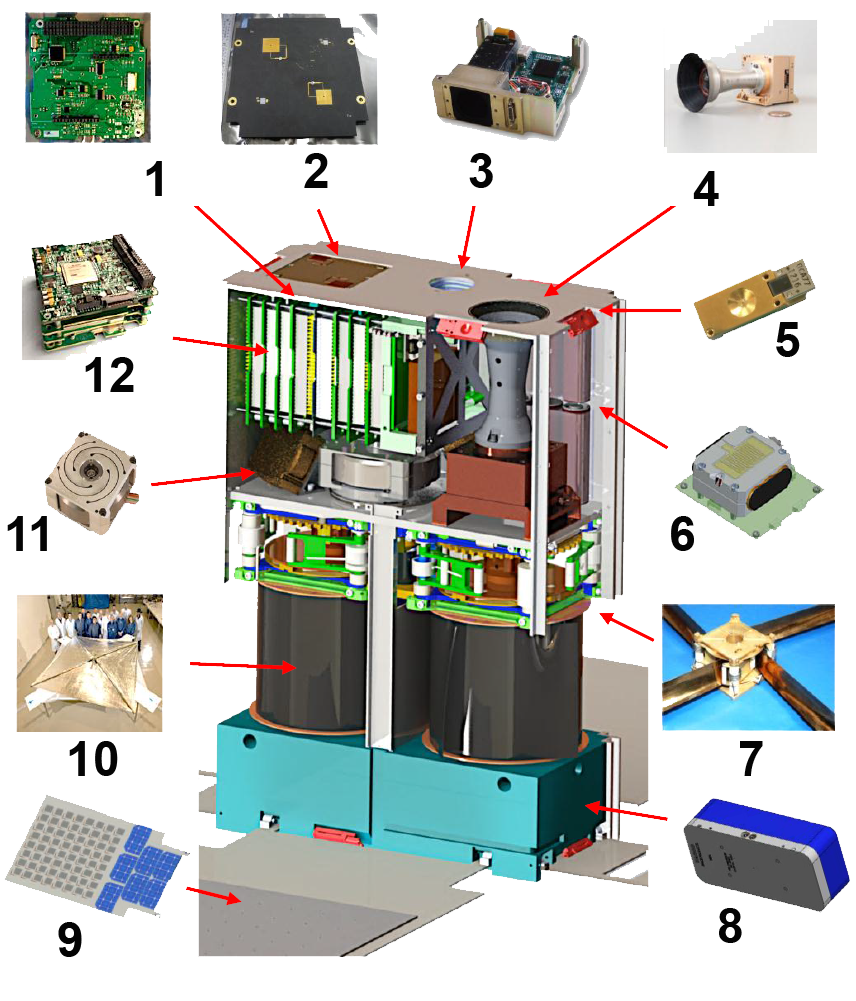
Schéma montrant les principaux composants de NEA Scout : 1 Avionique radiodurcie - 2 Antenne faible gain - 3 Viseur d'étoiles - 4 Caméra Malin (Charge utile - 5 Capteur solaire - 6 Batterie lithium-ion - 7 Étais de la voile solaire enroulés - 8 Propulseurs à gaz froid - 9 Panneau solaire et antenne grand gain - 10 Voile solaire en position repliée - 11 Roue de réaction - 12 Émetteur-récepteur radio Iris.

## Voile solaire
NEA Scout utilise une voile solaire épaisse de 2,5 microns dont la partie réfléchissante a une superficie de 85 m². Elle est composée de quatre parties triangulaires qui sont déployées en orbite à l'aide de 4 étais flexibles longs de 4,7 mètres eux-mêmes également déployés en orbite. Le déploiement est effectué à l'aide de moteurs électriques. L'ensemble occupe environ 40% du volume du satellite (14x20x10 cm).  

## Propulsion à gaz froid
NEA Scout utilise une propulsion à gaz froid développée par la société VACCO dont le volume occupe à peu près un tiers du satellite (2U). Le système propulsif a une masse de 2,54 kilogrammes dont environ 1,2 kilogramme de gaz stocké sous forme compressée. Six petites tuyères d'une poussée unitaire de 25 millinewtons sont utilisées pour contrôler l'attitude du CubeSat ou modifier sa trajectoire. La poussée totale de 500 newtons-secondes permet d'accélérer les satellites de 14 kg de 37 m/s.

## Instrument scientifique embarqué
La charge utile de NEA Scout est constituée d'une unique caméra développée par le Jet Propulsion Laboratory (JPL) dont l'électronique est dérivée de la caméra embarquée par l'Orbiting Carbon Observatory 3 (OCO3), avec un firmware spécialisé, une lentille commerciale renforcée et un nouveau châssis. La caméra effectuera des photos de 80% de la surface de l'astéroïde avec une résolution de 50 cm/pixel permettant de déterminer sa forme, son volume, sa vitesse de rotation et son axe de rotation. Lors du survol à une distance de 10 km, les images produites auront une résolution spatiale de 10 centimètres par pixel et doivent permettre de définir la morphologie de l'astéroïde à l'échelle moyenne et les propriétés du régolithe. La caméra est également utilisée pour la navigation.

## Déroulement de la mission
NEA Scout et 9 autres CubeSats constituent la charge utile secondaire de la mission Artemis I lancée en novembre 2022. Celle-ci est embarquée sur le premier vol de la fusée Space Launch System dont l'objectif principal est de tester le vaisseau Orion et le fonctionnement du nouveau lanceur. Les CubeSats sont stockés dans l'adaptateur qui relie le second étage du lanceur avec le vaisseau spatial. Après avoir été largué sur une orbite haute, le satellite utilise sa propulsion à gaz froid pour se stabiliser en présentant son panneau solaire face au Soleil. Le CubeSat survole la Lune puis déploie sa voile solaire. Au cours du mois suivant, il effectue un deuxième survol avant d'entamer un vol inertiel qui doit le conduire à proximité de l'astéroïde. 766 jours après son lancement, à 10000 kilomètres de sa cible, il utilise sa caméra pour détecter l’astéroïde. Il ajuste sa trajectoire à une vitesse relative réduite et survole 18 jours plus tard l'astéroïde à une distance inférieure à 21 kilomètres et à une vitesse relative inférieure à 20 m/s en prenant des photos de sa cible avec sa caméra. Au cours du mois suivant, il transmet les images avec le débit réduit de 500 bits par seconde.
Cependant, le contact n'est jamais établi avec le satellite.